# Baywatch
Baywatch var en amerikansk TV-serie som spelades in mellan 1989 och 2001.
Den första säsongen visades på NBC i USA och lades ned efter enbart en säsong. Serien återuppväcktes genom att visas genom syndikering i USA samt försäljning av utländska visningsrättigheter. Serien var ett populärkulturellt fenomen under 1990-talet har visats i alla kontinenter utom Antarktis. Under två säsonger producerades även spin-off serien Baywatch Nights.

## Synopsis
För Baywatch nio första säsonger kretsar handlingen kring fiktiva livräddare som arbetar för Los Angeles County Lifeguards (vid stationen Baywatch) i det soliga Kalifornien.
I seriens tionde och elfte säsong är handlingen förlagd till en livräddningsskola på Hawaii.

### Säsongsöversikt
| Säsong       | Antal avsnitt | Började           | Slutade       | Inspelad och utspelas i | Kanalnätverk |
| ------------ | ------------- | ----------------- | ------------- | ----------------------- | ------------ |
| Pilotavsnitt | 1             | 23 april 1989     | 23 april 1989 | Los Angeles County      | NBC          |
| 1            | 21            | 22 september 1989 | 6 april 1990  | Los Angeles County      | NBC          |
| 2            | 22            | 23 september 1991 | 18 maj 1992   | Los Angeles County      | Syndikering  |
| 3            | 22            | 20 september 1992 | 16 maj 1993   | Los Angeles County      | Syndikering  |
| 4            | 22            | 25 september 1993 | 21 maj 1994   | Los Angeles County      | Syndikering  |
| 5            | 22            | 1 oktober 1994    | 13 maj 1995   | Los Angeles County      | Syndikering  |
| 6            | 22            | 11 september 1995 | 18 maj 1996   | Los Angeles County      | Syndikering  |
| 7            | 22            | 28 september 1996 | 17 maj 1997   | Los Angeles County      | Syndikering  |
| 8            | 22            | 27 september 1997 | 23 maj 1998   | Los Angeles County      | Syndikering  |
| 9            | 22            | 26 september 1998 | 22 maj 1999   | Los Angeles County      | Syndikering  |
| 10           | 22            | 20 september 1999 | 15 maj 2000   | Hawaii                  | Syndikering  |
| 11           | 22            | 2 oktober 2000    | 14 maj 2001   | Hawaii                  | Syndikering  |

## Rollista

### Baywatch (1989–1999)
| David Hasselhoff      | – Mitch Buchannon (1989–2000)          |
| Michael Newman        | – Michael Newman (1989–2001)           |
| John Allen Nelson     | – John D. Cort (1989–1995)             |
| Parker Stevenson      | – Craig Pomeroy (1989–1990+1997–1998)  |
| Gregory Alan Williams | – Garner Ellerbee (1989–1995)          |
| Erika Eleniak         | – Shauni McClain (1989–1992)           |
| Billy Warlock         | – Eddie Kramer (1989–1992)             |
| Monte Markham         | – Don Thorpe (1989–1992)               |
| Brandon Call          | – Hobie Buchannon (1989-1990)          |
| Peter Phelps          | – Trevor Cole (1989–1990)              |
| Holly Gagnier         | – Gina Pomeroy (1989–1990)             |
| Shawn Weatherly       | – Jill Riley (1989–1990)               |
| Jeremy Jackson        | – Hobie Buchannon (1991–1999)          |
| Tom McTigue           | – Harvey Miller (1991–1992)            |
| Richard Jaeckel       | – Ben Edwards (1991–1994)              |
| Alexandra Paul        | – Stephanie Holden (1992–1997)         |
| Pamela Anderson       | – Casey Jean "C.J." Parker (1992–1997) |
| David Charvet         | – Matt Brody (1992-1995)               |
| Nicole Eggert         | – Summer Quinn (1992–1994)             |
| Kelly Slater          | – Jimmy Slade (1992–1993)              |
| Yasmine Bleeth        | – Caroline Holden (1994–1997)          |
| Jaason Simmons        | – Logan Fowler (1995-1997)             |
| Gena Lee Nolin        | – Neely Capshaw (1995–1998)            |
| David Chokachi        | – Cody Madison (1995–1999)             |
| Donna D'Errico        | – Donna Marco (1996–1998)              |
| Traci Bingham         | – Jordan Tate (1996–1998)              |
| José Solano           | – Manny Gutierrez (1996–1998)          |
| Nancy Valen           | – Samantha Thomas (1996–1997)          |
| Michael Bergin        | – J.D. (1997–2001)                     |
| Kelly Packard         | – April Giminski (1997–1999)           |
| Marliece Andrada      | – Skylar Bergman (1997–1998)           |
| Angelica Bridges      | – Taylor Walsh (1997–1998)             |
| Carmen Electra        | – Lani McKenzie (1997–1998)            |
| Brooke Burns          | – Jessie Owens (1998–2001)             |
| Mitzi Kapture         | – Alex Ryker (1998–1999)               |

### Baywatch Hawaii (1998–2001)
| David Hasselhoff       | – Mitch Buchannon (1989–2000) |
| Michael Bergin         | – J.D. (1997–2001)            |
| Brooke Burns           | – Jessie Owens (1998–2001)    |
| Jason Brooks           | – Sean Monroe (1999–2001)     |
| Brandy Ledford         | – Dawn Masterson (1999–2000)  |
| Simmone Jade Mackinnon | – Allie Reese (1999–2000)     |
| Jason Momoa            | – Jason Ioane (1999–2001)     |
| Stacy Kamano           | – Kekoa Tanaka (1999–2001)    |
| Krista Allen           | – Jenna Avid (2000-2001)      |
| Charlie Brumbly        | – Zack McEwan (2000–2001)     |
| Brande Roderick        | – Leigh Dyer (2000–2001)      |
| Alicia Rickter         | – Carrie Sharp (2000–2001)    |

## Inspelning
De flesta avsnitten spelades in och kring Will Rogers State Beach i Pacific Palisades i västra Los Angeles. Byggnaden vid Pacific Coast Highway som användes från seriens andra säsong som Baywatch Headquarters var inte bara en exteriör, utan även en andra våning som produktionsteamet byggt ovanpå den verkliga badvaktstationen. Många avsnitt utspelar sig, liksom var inspelade, vid Santa Monica Pier i Santa Monica i söder och angränsande Malibu i norr.
Inspelningen flyttade dock från Kalifornien till Hawaii under seriens sista säsonger.

## Parodi
En parodi på serien har spelats in av amerikanska NBC, Son of the Beach, som i Sverige fick namnet Babewatch när den sändes på TV4.

## Eftermäle
Två år efter att serien lagts ner återförenades några av Baywatch-stjärnorna och spelade in TV-filmen Baywatch Hawaiian Wedding. En långfilm som bygger på TV-serien släpptes 2017.

### Fotnoter
1. ↑  Gil Jawetz (14 augusti 2003). ”Baywatch Hawaiian Wedding” (på engelska). DVD Talk. http://www.dvdtalk.com/reviews/7234/baywatch-hawaiian-wedding/. Läst 20 september 2016.
2. ↑  ”WILL ROGERS STATE BEACH” (på tyska). beaches.lacounty.gov. Los Angeles County Department of Beaches and Harbors. https://beaches.lacounty.gov/will-rogers-beach/. Läst 6 augusti 2024.
3. ↑  ”Pacific Palisades in Los Angeles in Los Angeles County, California — The American West (Pacific Coastal)” (på engelska). www.hmdb.org. Historical Marker Database. https://www.hmdb.org/m.asp?m=50984. Läst 6 augusti 2024.